# Фредерик Вестер
Фредерик Вестер (на немски: Frederic Vester) е германски биохимик, изследовател на системите, експерт по околната среда и научнопопулярен автор.

## Биография и дейност
Роден е на 23 ноември 1925 г. в Саарбрюкен. Следва химия в Майнц, Париж и Хамбург. От 1982 до 1989 е професор в Университета на Бундесвера Мюнхен.
Като автор и с присъствието си в медиите Вестер популяризира разбирането за системите и „мрежовото мислене“. Той е един от пионерите на движението за опазване на околната среда.
През 1993 г. Вестер е приет в Римския клуб. Почива на 2 ноември 2003 г. в Мюнхен.

## Произведения
Книги
- Das kybernetische Zeitalter, S. Fischer, 1974/ 1982, ISBN 3-10-087201-0